# Martin Thurnher
Martin Thurnher (7. září 1844 Dornbirn – 2. ledna 1922 Dornbirn) byl rakouský křesťansko sociální politik, na konci 19. a počátku 20. století poslanec Říšské rady, v poválečném období poslanec rakouské Národní rady.

## Biografie
Vychodil národní školu a nižší reálnou školu. Vystudoval učitelský ústav. Působil jako pedagog. Angažoval se politicky, později v Křesťansko sociální straně Rakouska. V letech 1882–1919 byl poslancem Vorarlberského zemského sněmu a v letech 1909–1918 působil jako náměstek zemského hejtmana. Byl členem úřadu zeměbrany Tyrolska a Vorarlberska.
Na konci 19. století se zapojil i do celostátní politiky. Ve volbách do Říšské rady roku 1891 získal mandát v Říšské radě (celostátní zákonodárný sbor) za kurii venkovských obcí, obvod Feldkirch, Bludenz atd. Mandát ve svém obvodu obhájil ve volbách do Říšské rady roku 1897 a volbách do Říšské rady roku 1901. Uspěl i ve volbách do Říšské rady roku 1907, konaných již podle všeobecného a rovného volebního práva, kdy byl zvolen v obvodu Vorarlbersko 4. Mandát obhájil za týž obvod i ve volbách do Říšské rady roku 1911. Ve vídeňském parlamentu setrval až do zániku monarchie. K roku 1911 se profesně uvádí jako náměstek zemského hejtmana, člen zemského výboru a učitel na penzi.
V listopadu 1895 přešel na Říšské radě do nové poslanecké frakce Katolické lidové strany. Po několika týdnech to ale dle sdělení tisku popřel. Po volbách roku 1907 usedl do poslanecké frakce Křesťansko-sociální sjednocení. Po volbách roku 1911 byl členem klubu Křesťansko-sociální klub německých poslanců.
V letech 1918–1919 zasedal jako poslanec Provizorního národního shromáždění Německého Rakouska (Provisorische Nationalversammlung).